# Licania heteromorpha
Espèce
Licania heteromorpha est une espèce de plantes à fleurs de la famille des Chrysobalanaceae.

## Description
C'est un arbre.

## Liste des espèces et variétés
Selon World Checklist of Selected Plant Families (WCSP) (28 décembre 2013) :
- Licania heteromorpha Benth. (1840)
  - variété Licania heteromorpha var. glabra (Mart. ex Hook.f.) Prance (1972)
  - variété Licania heteromorpha var. heteromorpha
  - variété Licania heteromorpha var. perplexans Sandwith (1931)
  - variété Licania heteromorpha var. revoluta Prance (1983)
  - variété Licania heteromorpha var. subcordata Fritsch (1889)

Selon The Plant List (28 décembre 2013) :
- variété Licania heteromorpha var. glabra (Mart. ex Hook.f.) Prance
- variété Licania heteromorpha var. heteromorpha
- variété Licania heteromorpha var. subcordata Fritsch

Selon Tropicos (28 décembre 2013) (Attention liste brute contenant possiblement des synonymes) :
- variété Licania heteromorpha var. divaricata (Benth.) Fritsch
- variété Licania heteromorpha var. glabra (Mart. ex Hook. f.) Prance
- variété Licania heteromorpha var. grandifolia Benoist
- variété Licania heteromorpha var. heteromorpha
- variété Licania heteromorpha var. perplexans Sandwith
- variété Licania heteromorpha var. revoluta Prance
- variété Licania heteromorpha var. subcordata Fritsch